# Fade to grey
Fade to grey is een single van Visage uit december 1980. Het is afkomstig van hun album Visage. Het was hun tweede single, maar hun eerste op een groot platenlabel.
De basis voor het lied werd gelegd door Ultravox bandlid Billy Currie en Chris Payne, de werktitel was Toot city. Ze waren al vanaf 1979 bezig met dit nummer tijdens soundchecks van de eerste Gary Numan tour, waar Billy en Chris de toetsenisten waren. Pas toen frontzanger Midge Ure van Ultravox bezig was het album voor Visage samen te stellen kwam de definitieve titel er en kwamen er ook teksten bij. Die teksten worden tegelijk in het Engels gezongen en in het Frans gesproken. Midge Ure hield vol dat het zijn idee was, zanger Steve Strange vond dat hij met het voorstel kwam. De kwestie was in 2002 nog niet opgelost, toen Stranges autobiografie uitkwam. De Franse tekst werd uitgesproken door Brigitte Arens, de toenmalige vriendin van drummer Rusty Egan. De bijbehorende videoclip werd geregisseerd door Kevin Godley en Lol Creme, de ex-leden van 10cc. In Nederland werd de videoclip destijds op televisie uitgezonden door de pop programma's AVRO's Toppop met AVRO Hilversum 3 dj Ad Visser en Countdown van Veronica met Veronica Hilversum 3 dj Lex Harding.
De plaat werd een hit in vrijwel geheel Europa en Oceanië. In Duitsland en Zwitserland bereikte de plaat zelfs de nummer 1-positie. In Ierland werd de 7e positie bereikt en in thuisland het Verenigd Koninkrijk bereikte de plaat de 8e positie in de UK Singles Chart. In Nieuw-Zeeland werd de 10e positie bereikt en in Australië de 6e.
In Nederland werd de plaat op maandag 5 januari 1981 door dj Frits Spits en producer Tom Blomberg in het radioprogramma De Avondspits verkozen tot de 125e NOS Steunplaat van de week op Hilversum 3 en werd een radiohit in de destijds drie hitlijsten op de nationale popzender. De plaat bereikte de 22e positie in de Nederlandse Top 40, de 24e positie in de Nationale Hitparade en de 23e positie in de TROS Top 50. In de Europese hitlijst op Hilversum 3, de TROS Europarade, werd zelfs de 2e positie bereikt.
In België bereikte de plaat de 4e positie in zowel de Vlaamse Ultratop 50 als de Vlaamse Radio 2 Top 30.
In de loop van de jaren verschenen er herziene versies van het nummer. Zo samplede D.O.P. het voor hun track Future Le Funk (1991). Ook maakte het Britse houseduo Bassheads in 1992 een remix van het nummer.
In 2005 rezen nieuwe problemen bij dit nummer. Het lied One word van Kelly Osbourne leek verdacht veel op Fade to grey. De schrijfster Linda Perry beweerde eerst van niet, maar na een dreiging van een rechtszaak, werd Visage als credits genoemd.
Mark 'Oh had in 1996 een kleine hit met een remix van dit nummer.
De multinationale symfonische metal band Exit Eden bracht in 2017 een cover versie uit van dit nummer op hun debuutalbum Rhapsodies in Black.

## Hitnoteringen
Fade to grey werd in heel wat landen een hit. Nederland bleef met de verkopen achter bij de rest van Europa.

### Nederlandse Top 40
| Positie: | 35 | 31 | 28 | 24 | 22 | 27 | uit |

### Nationale Hitparade
| Positie: | 24 | 38 | 26 | 30 | 34 | uit |

### TROS Top 50
Hitnotering: 22-01-1981 t/m 12-03-1981. Hoogste notering: #23 (1 week).

### TROS Europarade
Hitnotering: 08-03-1981 t/m 28-06-1981. Hoogste notering: #2 (6 weken).

### Vlaamse Radio 2 Top 30
| Positie: | 20 | 5 | 4 | 4 | 7 | 20 | 26 | uit |

### Vlaamse Ultratop 50
| Positie: | 34 | 24 | 13 | 4 | 4 | 5 | 5 | 11 | 20 | 25 | 28 | 33 | uit |

### NPO Radio 2 Top 2000
| Nummer met noteringen in de NPO Radio 2 Top 2000 | '07  | '08-'11 | '12  |
| ------------------------------------------------ | ---- | ------- | ---- |
| Fade to Grey                                     | 1936 | -       | 1908 |

1. ↑  Een '-' betekent dat het nummer niet was genoteerd en een vetgedrukt getal geeft de hoogste notering aan.
2. ↑  2007 was het eerste jaar met een notering voor dit nummer.
3. ↑  Deze tabel is bijgewerkt tot en met de laatste editie (2024).